# Butin (glossaire militaire)
Pour les articles homonymes, voir Butin.

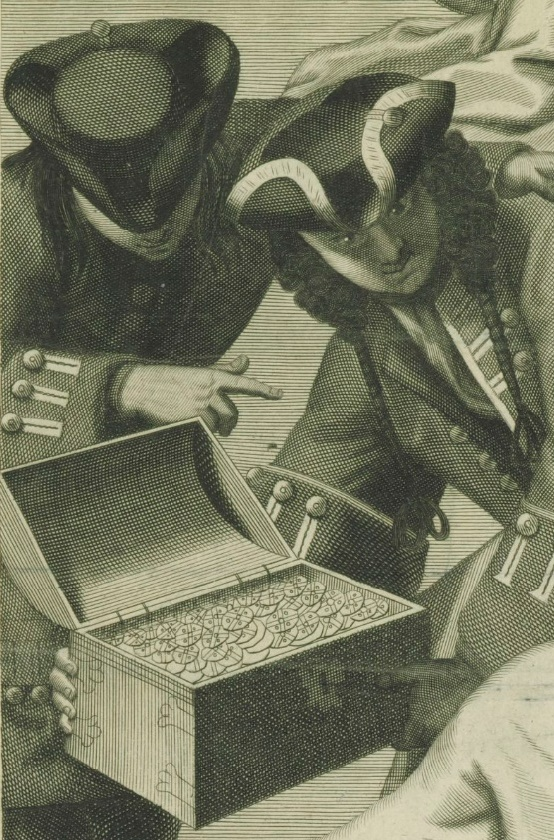
Deux soldats exhibant le butin après une expédition corsaire réussie en 1697.

Le butin dans le glossaire militaire désigne les biens et les armes pris à l'ennemi après une victoire.